# Panoptikum 59
Pour plus de détails, voir Fiche technique et Distribution.
Panoptikum 59 est un film dramatique autrichien réalisé par Walter Kolm-Veltée et sorti en 1959. 
Le film a été présenté au 9e Festival international du film de Berlin.

## Fiche technique
- Titre original : Panoptikum 59
- Réalisation : Walter Kolm-Veltée
- Scénario : Walter Kolm-Veltée
- Photographie : Hanns König
- Musique : Alfred Uhl
- Pays d'origine : Autriche
- Langue originale : allemand
- Format : noir et blanc
- Genre : drame
- Durée : 82 minutes
- Dates de sortie : 
  - Allemagne de l'Ouest : Juin 1959 (Berlinale)

## Distribution
- Michael Heltau : Werner
- Alexander Trojan : Klinger
- Elisabeth Berzobohaty : Kora
- Heiki Eis : Ein junger Mensch
- Paula Elges : Thea Gutwell
- Melanie Horeschowsky : une vieille femme
- Erna Korhel : Mutter Felizitas
- Helmut Kraus : Dr. Schmuck
- Ulla Purr : Felizita
- Herbert Schmid : Schalk
- Alma Seidler :